# Desmote
Desmote — рід війчастих плоских червів родини Umagillidae.

## Види
- Desmote antarcticus, Shinn, 1987
- Desmote inops, Kozloff, 1965
- Desmote vorax